# Convention des patriotes pour la justice et la paix
Die Convention des patriotes pour la justice et la paix (Französisch für Konvention der Patrioten für Gerechtigkeit und Frieden oder kurz CPDP) ist eine Rebellenarmee aus dem Osten der Zentralafrikanischen Republik. Sie wurde von Charles Massi gegründet. Die Gruppe hatte Anfang 2010 circa 1.000 Soldaten unter Waffen und konnte diese Zahl, nach der Festnahme von Massi Anfang 2010, auf 3.000 steigern (Januar 2011).
Am 24. November 2010 eroberte die CPDP die Stadt Birao, die erst nach einer Woche wieder von Regierungstruppen zurückerobert wurde. Dabei flog auch die Luftwaffe des Tschad Angriffe.
Die Gruppe entführte 21 Mitarbeiter der Wahlkommission für die Präsidentschaftswahl in der Zentralafrikanischen Republik 2011.